# Champagne (Waimes)
Pour les articles homonymes, voir Champagne.
Champagne est un village de Belgique situé dans les cantons de l'Est sur le territoire de la commune de Waimes en province de Liège. 
Avant la fusion des communes de 1977, le village faisait déjà partie de la commune de Waimes.

## Étymologie
Champagne vient du latin Campania ou Campaniatum signifiant : Campagne. 
Le village s'appelle Gringertz en allemand.

## Situation
Situé sur un plateau herbager à une altitude moyenne de 545 mètres, ce petit village ardennais assez concentré domine la vallée de la Warche qui coule au nord et entame la formation du lac de Robertville. Il avoisine les villages d'Outrewarche, Gueuzaine et Weywertz.

## Patrimoine
La chapelle Saint-Jean-Baptiste datée de 1722 a été bâtie en moellons de grès.

## Activités
On trouve un restaurant dans la localité.